# 岜盆乡
岜盆乡，是中华人民共和国广西壮族自治区崇左市扶绥县下辖的一个乡镇级行政单位。

## 行政区划
岜盆乡下辖以下地区：
那坡村、姑豆村、弄廪村、岜伦村、弄洞村、驮辽村、那标村和岜盆村。